# Ypsolopha aleutianella
Ypsolopha aleutianella là một loài bướm đêm thuộc họ Ypsolophidae. Nó được tìm thấy ở quần đảo Aleutian.